# Вашингтон Тауншип (округ Вестморленд, Пенсільванія)
Вашингтон Тауншип (англ. Washington Township) — селище (англ. township) в США, в окрузі Вестморленд штату Пенсільванія. Населення — 6883 особи (2020).

## Демографія
Згідно з переписом 2010 року, у селищі мешкали 7422 особи в 3038 домогосподарствах у складі 2212 родин. Було 3208 помешкань
Расовий склад населення:
| - 98,3 % — білих - 0,7 % — чорних або афроамериканців - 0,2 % — азіатів - 0,1 % — корінних американців |

До двох чи більше рас належало 0,5 %. Частка іспаномовних становила 0,5 % від усіх жителів.
За віковим діапазоном населення розподілялося таким чином: 18,1 % — особи молодші 18 років, 60,2 % — особи у віці 18—64 років, 21,7 % — особи у віці 65 років та старші. Медіана віку мешканця становила 49,5 року. На 100 осіб жіночої статі у селищі припадало 96,8 чоловіків;  на 100 жінок у віці від 18 років та старших — 95,2 чоловіків також старших 18 років.
Середній дохід на одне домашнє господарство  становив 72 655 доларів США (медіана — 55 400), а середній дохід на одну сім'ю — 85 012 долари (медіана — 63 482). Медіана доходів становила 54 070 доларів для чоловіків та 45 862 долари для жінок. За межею бідності перебувало 5,2 % осіб, у тому числі 5,6 % дітей у віці до 18 років та 6,5 % осіб у віці 65 років та старших.
Цивільне працевлаштоване населення становило 3296 осіб. Основні галузі зайнятості: освіта, охорона здоров'я та соціальна допомога — 24,0 %, роздрібна торгівля — 13,9 %, виробництво — 12,7 %.